# Den gode, den onde og den grusomme
Den gode, den onde og den grusomme er en italiensk spaghettiwestern fra 1966 af instruktøren Sergio Leone med Clint Eastwood, Lee Van Cleef og Eli Wallach i titelrollerne. Filmens manuskript er udarbejdet af Luciano Vincenzoni og Leone, og screenplay er skrevet af Age & Scarpelli, Vincenzoni og Leone. Fotografen Tonino Delli Colli var ansvarlig for filmens fejende widescreen billeder, og Ennio Morricone komponerede den berømte ledsagemusik. Det er den tredje film i Dollar-trilogien efter En nævefuld dollars (1964) og Hævn for dollars (1965). Handlingen samler sig om tre revolvermænd, som kappes om at finde en formue bestående af guld fra Konføderationen i et kaos af skuddueller, hængninger, borgerkrigsslag og fangelejre.
Filmen havde premiere den 15. december 1966 i Italien og i Danmark den 8. april 1968. I USA havde den premiere den 23. december 1967 og indtjente $6,1 mio., men blev kritiseret for sin afbildning af vold. Leone forklarede, at "drabene i mine film er overdrevne, fordi jeg ønskede at lave en ironisk satire over de sædvanlige westerns ... Vesten blev skabt af voldelige, ukomplicerede mænd, og det er deres styrke og enkelhed, som jeg forsøger at genskabe i mine film." Leones indsats for at give den slidte western genre nyt liv anerkendes i brede kredse: Den gode, den onde og den grusomme er blevet beskrevet som den bedste europæiske western, og Quentin Tarantino har betegnet den som "den bedst instruerede film nogensinde."

## Handling
I en øde spøgelsesby skyder banditten Tuco sig fri, da tre dusørjægere prøver at overfalde ham. Et andet sted afhører Angel Eyes en tidligere soldat om en forsvundet mand, der hedder Bill Carson, og et gemmested for Konføderationens guld, og skyder ham, da forhøret er ovre. I mellemtiden fører Tucos rejse over ørkenen ham til en gruppe dusørjægere, som gør klar til at tage ham til fange, da de bliver stoppet af Blondie (Manden uden navn), en mystisk enlig revolvermand, som udfordrer jægerne til duel, som han vinder med lynets hast. Efter først at have været begejstret, bliver Tuco rasende, da Blondie personligt afleverer ham til myndighederne og indkasserer dusøren. Senere, lige før Tuco skal hænges, bliver han befriet af Blondie, der skyder det reb over, han skal hænges ved. Senere deler de to dusøren, og det afsløres, at det er en lukrative fidus, de har aftalt indbyrdes. De to gentager processen i en anden by, inden Blondie, som er træt af Tucos stadige beklagelser, efterlader ham i ørkenen. Det lykkes Tuco at komme til en by, hvor han får fat i en revolver, og derefter opsporer han Blondie på et hotel. Mens Tuco forbereder en hængning af Blondie, rammer en kanonkugle hotellet og ødelægger rummet, hvilket giver Blondie lejlighed til at undslippe.
Efter en nådesløs jagt fanger Tuco Blondie og fører ham ud i ørkenen. Da Blondie kollapser af tørst, forbereder Tuco sig igen på at dræbe ham, men afbrydes i sit forehavende, da et løbsk spand heste viser sig i horisonten. Inde i vognen opdager Tuco en døende Bill Carson, som fortæller, at der er begravet guld fra Konføderationen i en grav på kirkegården i Sad Hill; men han besvimer, inden han når at fortælle, i hvilken grav guldet befinder sig. Da Tuco kommer tilbage med vand, opdager han, at Carson er død, og at Blondie ligger ved siden af vognen. Mens han er ved at besvime, fortæller Blondie, at han kender navnet på graven, men ikke på kirkegården. Tuco indser derfor, at de må genoptage deres partnerskab. Udklædt som sydstatssoldater begiver de sig gennem ørkenen i brændende sol, og Tuco må slæbe den afkræftede Blondie med til en katolsk missionsstation. Her bliver han plejet af præsten, indtil han er i stand til at fortsætte eftersøgningen efter skatten. De bærer igen sydstatsuniformer, men støder uheldigvis på en styrke Unionssoldater, bliver taget til fange og sendt i en fangelejr.
I lejren holder korporal Wallace navneopråb, og Tuco svarer, da der bliver spurgt efter Bill Carson, hvilket fanger Angel Eyes' opmærksomhed. Han er sergent i Unionshæren og udstationeret i fangelejren. Angel Eyes lader Wallace torturere Tuco, indtil han fortæller, at man skal lede på Sad Hill kirkegården, men indrømmer, at det kun er Blondie, som kender navnet på gravstenen. Angel Eyes tilbyder Blondie et lige partnerskab, og Blondie indvilliger og rider af sted med Angel Eyes og hans flok, mens Tuco bliver sendt med tog for at blive henrettet. Han undslipper dog, da han dræber fangevogteren under påskud af at skulle forrette sin nødtørft. Blondie, Angel Eyes og dennes kompagni stopper i en krigsmærket by for at hvile sig. Et andet sted i byen vandrer Tuco gennem ødelæggelserne uden at opdage dusørjægeren (Al Mulock), som opsporer og angriber Tuco, mens denne sidder i et badekar. Trods overraskelsen skyder Tuco dusørjægeren med en pistol, han har skjult bag sæbeskummet. Blondie går ud for at undersøge skuddene og finder Tuco og fortæller ham om kompagniskabet med Angel Eyes. De to genoptager deres gamle partnerskab og lister gennem den ødelagte by, hvor de dræber Angel Eyes' ledsagere, men må indse, at Angel Eyes selv er undsluppet.
Tuco og Blondie finder Sad Hill kirkegården, men opdager at et stort slag er under udvikling mellem store styrker fra Unionen og Konføderationen, der kun er adskilt af en smal bro. Ivrige efter at slippe af med hærene sprænger Blondie og Tuco broen i luften. I forbifarten deler de to information – Tuco fortæller, at det er Sad Hill kirkegården graven ligger på, og Blondie fortæller, at de skal lede efter Arch Stantons grav.
Næste morgen er de to hære draget videre. Tuco efterlader Blondie med det formål selv at finde guldet og snubler tilfældigt over, hvad der viser sig at være en enorm, vidtstrakt kirkegård. Han søger desperat blandt de mange improviserede gravsten. Til sidst opdager han Arch Stantons grav. Da han giver sig til at grave, dukker Blondie op og tilbyder ham en skovl. Et øjeblik senere bliver de to overrasket af Angel Eyes, som truer dem med en revolver. Blondie sparker støvet væk fra Stantons grav, som viser sig kun at indeholde et skelet. Han fortæller de andre, at han er den eneste, som kender det rigtige navn, skriver det på en sten, som han placerer midt på kirkegården og siger til de to andre, at "to hundrede tusinde dollars er mange penge. Vi bliver nødt til at tjene dem."
De tre stirrer intenst på hinanden og vurderer alliance- og faremuligheder, mens de danser rundt om hinanden i en berømt fem-minutters scene. Pludselig trækker de samtidig deres revolvere. Blondie skyder Angel Eyes og lader ham rulle ned i en åben grav, mens Tuco opdager, at Blondie havde tømt hans revolver for ammunition aftenen før. Blondie giver Tuco besked på at grave i den grav, som er markeret "Ukendt" ved siden af Arch Stantons. Tuco graver og jubler over at finde poser af guld i den, men bliver chokeret da han drejer sig mod Blondie og ser et reb med en løkke. Blondie tvinger Tuco til at stille sig op på en gravsten, lægger løkken om hans hals og binder hans hænder, inden han rider væk med sin andel af guldet. Da Tuco råber om nåde, dukker Blondies silhouet op i horisonten, og han sigter sin riffel mod Tuco. Da Tuco skriger i vrede, skyder Blondie (med en reference til deres fidus i filmens start) rebet over, så Tuco falder ned med ansigtet i sit guld. Blondie smiler, mens den rasende Tuco skriger mod ham, vender hesten og rider bort.

## Medvirkende

### Trioen
- Clint Eastwood som Blondie: Den gode, en stilfærdig, selvsikker dusørjæger, som kappes med Tuco og Angel Eyes om at finde det nedgravede guld midt mellem de krigende sider i den amerikanske borgerkrig. Blondie og Tuco har et ambivalent forhold. Tuco kender navnet på den kirkegård, hvor guldet ligger begravet, mens Blondie kender navnet på den grav, hvor det er begravet, hvilket tvinger dem til at arbejde sammen om at finde skatten. På trods af denne grådige søgen er Blondies medlidenhed med en døende soldat i det kaotiske blodbad tydelig. "Jeg har aldrig set så mange mænds liv gå så nyttesløst til spilde," klager han.
Tv-serien Rawhide, som Eastwood havde medvirket i, var stoppet i 1965, og på det tidspunkt var ingen af Clint Eastwoods italienske film blevet udsendt i USA. Da Leone tilbød ham en rolle i sin næste film, var det det eneste tilbud han havde om at medvirke i en stor film, men han måtte alligevel overbevises om, at han skulle medvirke, hvilket Leone og hans kone gjorde ved at rejse til Californien for at forhandle. To dage senere accepterede han at være med mod en betaling på $ 250.000 og 10% af overskuddet fra Nordamerika, en handel som Leone ikke var glad for.

- Lee Van Cleef som Angel Eyes: Den onde, en skånselsløs, ufølsom psykopatisk lejesoldat ved navn "Angel Eyes" (Sentenza i den italienske version), som dræber enhver, der står ham i vejen. Da Blondie og Tuco bliver taget til fange, mens de er klædt ud som konføderationssoldater, er Angel Eyes den sergent fra Unionshæren, som udspørger dem og lader Tuco tortere, hvorved han til sidst erfarer navnet på kirkegården, hvor guldet er begravet, men ikke navnet på gravstenen. Angel Eyes danner et kortvarigt partnerskab med Blondie, men Tuco og Blondie vender sig mod Angel Eyes da de får chancen.
Oprindeligt ønskede Leone, at det skulle være Charles Bronson, som spillede Angel Eyes, men denne havde allerede sagt ja til at spille i Det beskidte dusin. Leone overvejede i stedet at genoptage samarbejdet med Lee Van Cleef: "Jeg sagde til mig selv, at Van Cleef tidligere havde spillet en romantisk figur i Hævn for dollars. Tanken om at få ham til at spille en rolle, som var helt modsat, begyndte at tiltale mig."[7]

- Eli Wallach som Tuco: Den grusomme, Tuco Benedicto Pacifico Juan Maria Ramirez, en komisk, fjoget, hurtigt talende bandit, som er eftersøgt af myndighederne. Tuco opdager navnet på kirkegården hvor guldet ligger begravet, men han ved ikke i hvilken grav – det gør kun Blondie. Omstændighederne tvinger Tuco til at blive en modvillig partner med Blondie.
Instruktøren overvejede oprindelig Gian Maria Volonté til rollen som Tuco, men følte at rollen krævede en, som havde et "naturligt komisk talent". Til sidst valgte Leone skuespilleren Eli Wallach baseret på hans rolle i Vi vandt vesten (1962), især hans præstation i jernbanescenen.[7] I Los Angeles mødte Leone Wallach, som var skeptisk over for igen at spille denne type rolle, men efter at Leone havde vist ham indledningen fra filmen Hævn for dollars, sagde Wallach: "Hvornår skal jeg komme?"[7] De to mænd kom utrolig godt ud af det med hinanden. De havde den samme bizarre form for humor. Leone lod Wallach lave mange ændringer til sin figur i form af påklædning og karakteristiske bevægelser. Både Eastwood og Van Cleef forstod, at personen Tuco lå tæt på Leones hjerte, og instruktøren og Wallach blev gode venner. Van Cleef sagde: "Tuco er den eneste af de tre, som publikum kommer til at kende. Vi møder hans bror og finder ud af, hvor han stammer fra, og hvorfor han blev en bandit. Men Clints figur og min forbliver mysterier."[7]

### Biroller
- Aldo Giuffrè som Unionskaptajn: En beruset kaptajn i Unionshæren, som gør sig til ven med Tuco og Blondie. Han føler, at den blodige belejring, som hans tropper deltager i, er et formålsløst spild og drømmer om at ødelægge broen – et ønske som Tuco og Blondie opfylder. Dødeligt såret i slaget ved Branstone Bridge dør han lige efter at have hørt, at broen er ødelagt.
Giuffrè var en italiensk komiker, som var blevet skuespiller.
- Mario Brega som korporal Wallace: En bølle af en fangevogter, som arbejder for Angel Eyes og torturerer Tuco for at få ham til at afsløre, hvor skatten er gemt. Angel Eyes overdrager Tuco til Wallace, så han kan aflevere Tuco og få udbetalt den dusør, der er udsat på ham, men Tuco dræber i stedet Wallace ved at skubbe ham ud af et kørende tog.
Brega var en slagter, som blev skuespiller, og den store, tunge mand var et fast indslag i Leones film og spaghettiwesterns i almindelighed.
- Antonio Casale som Jackson: Den døende Bill Carson, også kendt som Jackson. Han fortæller hemmeligheden om guldets placering til Tuco, men fortæller ham kun navnet på kirkegården, hvor det findes, og fortæller kun Blondie navnet på det gravsted hvor det ligger, hvorefter han dør.
Casale medvirkede senere i Leones Duk dig, fjols.
- Luigi Pistilli som Fader Pablo Ramirez: Tucos bror, en katolsk munk. Han foragter Tuco for hans valg af tilværelse som bandit, men elsker ham alligevel også.
Pistilli var en veteran fra mange spaghettiwesterns, som regel i en rolle som skurk (som i Hævn for dollars).
- Antonio Casas som Stevens: Farmeren som har en aftale med Baker og Bill Carson. Han og en af hans to sønner bliver hurtigt dræbt af Angel Eyes, efter at han har afsløret Jacksons nye identitet og historien om guldet, og efter at have betalt Angel Eyes for at dræbe den mand, som hyrede ham til at dræbe Stevens.
Casas var en velkendt spansk fodboldspiller, som blev skuespiller og medvirkede i over 170 tv-shows og film i sin karriere.
- Rada Rassimov som Maria: En prostitueret, som bliver slået af Angel Eyes. Hun har et forhold til Carson.
- Al Mulock som enarmet dusørjæger: Efter at være blevet såret af Tuco i filmens start mister han sin højre arm. Han søger hævn, blot for at blive dræbt af Tuco, hvilket fører frem til replikken: "Når du skal skyde, så skyd! Lad være med at snakke."
Mulock var en candisk skuespiller som senere optrådte i Vestens hårde halse som en af de tre revolvermænd i filmens indledning. Han begik selvmord, mens denne senere film blev optaget.

### Øvrige medvirkende
- Claudio Scarchilli som dusørjæger i spøgelsesby
- Frank Brana som dusørjæger i spøgelsesby
- Sergio Mendizábal som blond dusørjæger. En af de tre dusørjægere, som bliver dræbt af Blondie under et forsøg på at arrestere Tuco.
- John Bartha som sherif: Fanger Tuco.
- Sandro Scarchilli som undersherif:
- Antonio Molino Rojo som kaptajn Harper: Den gode kaptajn i Unionens fangelejr, hvis ben langsomt ødelægges af koldbrand. Harper advarer Angel Eyes mod at være uærlig, mens han har kommandoen, men Angel Eyes foragter ham og ignorerer bevidst hans ordrer.
Rojo spillede i reglen en følgesvend i Leones film og andre spaghettiwestern, men her spillede han en mere sympatisk person.
- Benito Stefanelli som medlem af Angel Eyes bande: Følgesvend. Dræbt af Blondie.
Leones faste stuntkoordinator, som ofte havde mindre roller i hans spaghettiwesterns.
- Aldo Sambrell som medlem af Angel Eyes bande: Følgesvend. Dræbes af Tuco.
Sambrell var en spansk skuespiller, hvis små roller i spaghettiwesterns gjorde ham noget berømt i sit hjemland.
- Lorenzo Robledo som medlem af Angel Eyes bande: Følgesvend. Sendt af sted for at skygge Blondie, da denne forlader Angel Eyes' gemmested. Efter at Tuco har dræbt dusørjægeren, opdager Blondie ham og skyder ham i maven.
- Enzo Petito som købmand: Den troskyldige forretningsindehaver, som bliver røvet af Tuco.
- Livio Lorenzon som Baker: Konføderationssoldat, som er involveret i guldkuppet med Stevens og Carson. Han sender Angel Eyes af sted for at dræbe Stevens og trække information ud af ham. Baker selv bliver dræbt af Angel Eyes, som blev betalt af Stevens før sin død for at dræbe Baker.
- Angelo Novi som munk: Leder af San Antonio-missionen.
Novi var en af filmens stillbillede-fotografer.
- Chelo Alonso som Stevens' kone.
En italiensk stjerne fra eventyrfilmene med handling fra antikken, der var populære i 1950'erne og de tidlige 1960'ere. Hun havde arbejdet med Leone i flere af hans film som assisterende instruktør.

## Produktion

### Baggrund
Efter successen med Hævn for dollars gik de ansvarlige ved United Artists til filmens drejebogsforfatter Luciano Vincenzoni for at få en kontrakt på rettighederne til filmen og den følgende. Han, producenten Alberto Grimaldi og Sergio Leone havde ingen planer, men med deres velsignelse udviklede han en ide om "en film om tre bøller, som leder efter en skat under den amerikanske borgerkrig". Studiet indvilgede, men ønskede at få et overslag over, hvad sådan en film ville komme til at koste. Samtidig forsøgte Grimaldi at indgå en aftale for sig selv, men Vincenzonis var mere lukrativ. De to mænd indgik en aftale med UA om et budget på en million dollars, hvor studiet betalte $ 500.000 forlods og 50% af billetindtægterne udenfor Italien. Det samlede budget blev på $ 1,3 millioner.
Leone byggede videre på drejebogsforfatterens oprindelige koncept med at "vise det absurde i krig ... borgerkrigen, som personerne møder, er i min referenceramme, ubrugelig og dum: Den har ikke en god sag". Leone var interesseret i historie, og han sagde: "Jeg havde læst et sted, at 120.000 døde i Sydstaternes lejre, såsom Andersonville, og jeg var ikke klar over, at der var tilsvarende lejre i Nordstaterne. Man hører altid om tabernes skammelige opførsel, aldrig om vindernes." Betterville-lejren, hvor Blondie og Tuco holdes fanget, var baseret på stålgraveringer fra Andersonville. Mange af filmens billeder var påvirket af arkivbilleder taget af Mathew Brady under borgerkrigen.
Mens Leone udviklede Vincenzonis ide til et manuskript, foreslog drejebogsforfatteren, at komedieforfatterne Agenore Incrucci og Furio Scarpelli skulle arbejde sammen med Leone og Sergio Donati. Leone udtalte: "Jeg kunne ikke bruge noget som helst af det, de havde skrevet. Det var den største fejltagelse i mit liv." Donati var enig og sagde: "Der var så godt som intet af deres arbejde i det endelige manuskript. De skrev kun til den første del, blot en linje." Vincenzoni hævder, at han skrev drejebogen på 11 dage, men han forlod snart projektet, efter at hans forhold til Leone var blevet anstrengt. De tre hovedfigurer indeholder alle selvbiografiske træk fra Leone. I et interview sagde han: "Sentenza har ingen ånd, han er en professionel i den mest banale form af udtrykket. Som en robot. Sådan er det ikke med de andre. I den metodiske og omhyggelige side af min karakter ligner jeg nærmest Blondie, men min dybeste sympati ligger ved Tuco... Han kan være rørende i al sin følsomhed og al sin sårede menneskelighed."
Filmens arbejdstitel var De to fantastiske vagabonder, men den blev ændret lige inden filmoptagelserne begyndte, da Vincenzoni foreslog The Good, The Bad & The Ugly hvilket Leone syntes var alle tiders. Den italienske titel, Il Buono, il brutto, il cattivo, kan oversættes til Den gode, den grimme, den onde.

### Udvikling
Den spanske regering godkendte filmproduktionen og stillede den spanske hær til rådighed som teknisk assistance. Filmholdet inkluderede 1.500 personer fra den lokale milits som statister.
Eastwood huskede tilbage: "Hvis du lavede en historie om spaniere og Spanien, ville de granske dig og dit manuskript ned i mindste detalje, men når du lavede en film, som skal forestille at foregå i det sydvestlige Amerika eller Mexico, var de fuldstændig ligeglade med, hvad din historie gik ud på."
Wallach blev omtrent forgiftet under filmatiseringen, da han ved et uheld drak en flaske syre, som en filmtekniker havde stillet ved siden af hans sodavandsflaske. Wallach omtalte dette i sin selvbiografi og klagede over, at mens Leone var en fremragende instruktør, var han meget afslappet med hensyn til sine skuespilleres sikkerhed under farlige optagelser. Wallach var i alvorlig fare i en anden scene, hvor han skulle hænges, efter at en pistol var blevet affyret, og en hest under ham skulle løbe væk. Mens rebet omkring Wallachs hals blev skåret over, blev hesten lidt for bange. Den løb næsten 1½ km med Wallach, der havde hænderne bundet på ryggen. Tredje gang Wallachs liv var i fare var i scenen, hvor han og Mario Brega springer ud af et kørende tog. Springet forløb uden problemer, men hans liv kom i fare da hans person forsøger at bryde kæden, som binder ham til den nu døde følgesvend. Tuco placerer liget på jernbanesporet og lader toget køre over kæden for at bryde den. Wallach og formentlig resten af filmholdet var ikke opmærksom på de tunge jerntrin, som stak 30 cm ud fra hver af vognene. Hvis Wallach havde rejst sig på et forkert tidspunkt kunne et af trinene have halshugget ham.
Broen i filmen blev genopbygget to gange af sapører fra den spanske hær efter at være blevet klargjort til sprængning for løbende kameraer. Den første gang signalerede en italiensk fotograf, at han var klar til at filme, hvilket blev misforstået af en kaptajn i hæren, som opfattede et enslydende spansk ord, som betyder start. Heldigvis kom ingen til skade. Som følge heraf byggede hæren broen op igen, mens der blev filmet andetsteds. Da broen ikke var en kulisse, men derimod en ret tung konstruktion, skulle der bruges kraftige ladninger for at sprænge den. Leone sagde, at denne scene til dels var inspireret af Buster Keatons stumfilm, Generalen fra 1927.
Skuespillerstaben var international, og skuespillerne talte generelt deres egne sprog. Eastwood, Van Cleef og Wallach talte engelsk og blev eftersynkroniseret til den italienske premiere i Rom. I den amerikanske version blev hovedrolleindehavernes stemmer anvendt, mens de øvrige skuespillere blev eftersynkroniseret. Resultatet er bemærkelsesværdigt i synkroniseringen af stemmerne med bevægelsen af læberne på lærredet. Intet i dialogen er helt synkron, da Leone sjældent filmede med synkron lyd. Der er opstillet forskellige forslag til hvorfor: Leone kunne lide at lade Morricones musik spille hen over en scene og råbte ofte til skuespillerne imens for at få skuespillerne i den rette stemning. Leone var mere optaget af det visuelle frem for dialogen, blandt andet fordi han var dårlig til engelsk, og med de tekniske begrænsninger dengang ville det have været svært at optage lyden rent i de fleste af de ekstremt brede kameraindstillinger, som Leone ofte benyttede. Det var i øvrigt almindelig praksis i italienske film på den tid at filme stumt og så tilføje lyden senere. Uanset hvad der var årsagen, blev al dialogen indspillet, efter at filmen var optaget. Forholdet mellem Eastwood og Leone var forblevet anstrengt efter deres tidligere samarbejde, og det blev bare værre under eftersynkroniseringen til den engelske version, fordi skuespilleren blev præsenteret for et andet manuskript end det, som der var indspillet efter. Han nægtede at læse op fra dette nye manuskript og insisterede på at bruge den fra filmatiseringen.
Leone kunne ikke finde en rigtig kirkegård til optagelsen af scenen ved Sad Hill, så lederen af de spanske pyroteknikere hyrede 250 spanske soldater til at bygge kirkegården i Carazo nær Salas de los Infantes, hvilket de gjorde på to dage.

### Musik
Musikken er komponeret af Ennio Morricone, som Leones hyppigt havde samarbejdet med. Morricones klart originale kompositioner indeholder skud, fløjten af John O'Neill og jodling gennem hele filmen. Temaet, der minder om en prærieulvs hylen, er en melodi på blot to toner, der bruges til hver af de tre hovedpersoner med hver sit tilhørende instrument: Fløjte for Blondie, okarina for Angel Eyes og menneskelige stemmer for Tuco. Musikken følger filmens holdning til den amerikanske borgerkrig med den sørgelige ballade "The Story of a Soldier", som synges af en ung krigsfange, mens Tuco bliver tortureret af Angel Eyes. Filmens berømte klimaks, der er viser en fastlåst situation, begynder med melodien "The Ecstasy of Gold" og følges af "The Triple Duel".
Hovedmotivet var et hit i 1968 samtidig med The Rolling Stones' sang "Jumpin' Jack Flash". Albummet med soundtracket lå på hitlisten i over et år, og nåede en fjerdeplads som det højeste på Billboards popalbumliste og en tiendeplads på den generelle albumliste. Hovedmotivet blev også et hit for Hugo Montenegro, hvis udgave nåede andenpladsen på Billboards popsingleliste i 1968.

## Udgivelse
Den gode, den onde og den grusomme fik ikke premiere i USA før januar 1968. Den originale italienske version var på 2 timer og 57 minutter, men den amerikanske var kun på 2 timer og 41 minutter – 16 minutter kortere. Da scenerne blev slettet, inden filmen blev eftersynkroniseret til engelsk, er disse 16 minutter sjældent blevet vist i amerikanske biografer. Alligevel er de med i MGM's amerikanske dvd-udgave fra 1998 – med den originale italienske tale og uden engelske undertekster.
I betragtning af at det italienske Il buono, Il brutto, Il cattivo bogstavelig kan oversættes til Den gode, den grimme, den onde, dvs. bytter om på de sidste to tillægsord, viser de oprindelige forfilm Tuco inden Angel Eyes, og da det blev oversat til engelsk, blev Angel Eyes fejlagtigt præsenteret som den grimme og Tuco som den onde.
Filmen blev oprindeligt forbudt i Norge og fik først premiere der 15 år senere, den 8. oktober 1982.

## Modtagelse

### Kritik
Kritikernes meninger om filmen ved premieren var blandede, fordi mange kritikere dengang så ned på spaghettiwesterns. Roger Ebert, som senere medtog filmen i sin liste over Store Film, bemærkede senere, at han i sin anmeldelse havde beskrevet en fire-stjernet film, men kun givet den tre, måske fordi det var en 'spaghetti western' og derfor ikke kunne være kunst". Ebert peger også på Leones enestående perspektiv, som tillader tilhørerne at være tættere på personerne, fordi vi ser det som de ser:
| Citat | Sergio Leone opstillede en regel, som han følger igennem Den gode, den onde og den grusomme. Reglen er, at evnen til at se, er begrænset af siderne på rammen. På vigtige steder i filmen gælder det, at det som kameraet ikke kan se, kan personerne heller ikke se, og det giver Leone friheden til at overraske os med indgange, som ikke kan forklares med den praktiske geografi i hans optagelser. Der er fx et sted, hvor mændene ikke opdager en kæmpestor Unions-lejr, før de nærmest snubler over den. Og et sted på en kirkegård, hvor en mand dukker frem af intetheden, selv om han burde have været synlig på en kilometers afstand. Og den måde, hvorpå mænd kan gå ned ad en gade i fuldt dagslys, uden at nogen kan ramme dem med et gevær, måske fordi de ikke er i den samme ramme. | Citat |
|       | |       |

I dag betragtes filmen af mange kritikere som en klassiker. Den er fortsat en af de mest populære og mest velkendte westerns og betragtes som en af de bedste i sin genre. Den var med i Times "100 største film i det forrige århundrede", som blev udvalgt af kritikerne Richard Corliss og Richard Schickel. Hertil kom, at den i lang tid var en af de få film, som opnåede en 100% rating som "frisk" i "rådne tomater"-bedømmelsen, selv om vurderingen er blevet ændret til 98% på grund af en enkelt negativ anmeldelse i Time Magazine den 9. februar 1968, som først for nylig blev tilføjet på "rådne tomater"-hjemmesiden den 11. august 2008, fyrre år efter hændelsen. På Stuff Tv's liste over de bedste westerns, der nogensinde er indspillet er den nr. 1.
I en afstemning i 2002 i magasinet Sight & Sound stemte Quentin Tarantino på Den gode, den onde og den grusomme som sit valg af den bedste film, som nogensinde er lavet.

## Dvd
Filmen blev først udsendt på dvd af MGM i 1998. I dens ekstramateriale var inkluderet 18 minutter med scener, som i første omgang var blevet skåret væk i den amerikanske udgave, herunder en scene som forklarer, hvordan det kunne gå til, at Angel Eyes ventede på Blondie og Tuco ved fangelejren. Fordi de var blevet klippet ud, var scenerne ikke blevet eftersynkroniseret til engelsk og var kun tilgængelige i den oprindelige italiensksprogede version på dvd-udgaven.
I 2002 blev filmen genskabt med de 18 minutter lagt tilbage i filmen. Clint Eastwood og Eli Wallach blev hentet ind for at indtale deres replikker mere end 35 år efter, at filmen oprindelig blev udsendt. Skuespilleren Simon Prescott lagde stemme til Lee Van Cleef, som var død i 1989. Andre skuespillere lagde på samme måde stemmer til øvrige skuespillere, som siden var døde. I 2004 udsendte MGM denne version i en to-disc specialversion.)
Denne dvd blev generelt pænt modtaget, selv om nogle puritanere brokkede sig over det re-mixede lydspor med mange helt nye lydeffekter (bemærkelsesværdigt var det, at alle skud var skiftet ud) og over, at der ikke var mulighed for, at man kunne vælge det oprindelige lydspor.
Mindst en af scenerne, som var blevet lagt tilbage, var blevet klippet ud af Leone, inden filmen blev udsendt i Italien, men havde været vist ved den italienske premiere. Det er almindeligt antaget, at Leone frivilligt valgte at fjerne scenen af hensyn til tempoet i filmen, og at man ved at lægge den ind igen således var i modstrid med instruktørens ønsker.

## Eksterne links
- Wikimedia Commons har flere filer relateret til Den gode, den onde og den grusomme
- Den gode, den onde og den grusomme på Internet Movie Database (engelsk)
- Den gode, den onde og den grusomme på Filmdatabasen
- Den gode, den onde og den grusomme på Scope
- Den gode, den onde og den grusomme i Svensk Filmdatabas (svensk)
- Den gode, den onde og den grusomme på AlloCiné (fransk)
- Den gode, den onde og den grusomme på MovieMeter (nederlandsk)
- Den gode, den onde og den grusomme på AllMovie (engelsk)
- Den gode, den onde og den grusomme hos American Film Institute (engelsk)
- Den gode, den onde og den grusomme hos British Film Institute (engelsk)
- Den gode, den onde og den grusommes profil hos Encyclopædia Britannica Online (engelsk)
- The Good, the Bad, and the Ugly Book Arkiveret 18. april 2019 hos  Wayback Machine
- The Good, the Bad and the Ugly Arkiveret 26. september 2007 hos  Wayback Machine at the Movie Review Query Engine
- The Good, the Bad and the Ugly Arkiveret 24. marts 2007 hos  Wayback Machine at SoundtrackNet
- The Good, the Bad and the Ugly Arkiveret 21. november 2008 hos  Wayback Machine at The Spaghetti Western Database Arkiveret 13. januar 2016 hos  Wayback Machine
- Stuff tv 25 best western movies ever Arkiveret 11. november 2020 hos  Wayback Machine
- Fistful-of-Leone.com Arkiveret 7. juni 2019 hos  Wayback Machine
- Clint Eastwood.net Arkiveret 28. september 2019 hos  Wayback Machine
- The Good, the Bad, and the Ugly Bog Arkiveret 18. april 2019 hos  Wayback Machine

q